# Petras Valiūnas
Petras Valiūnas (ur. 11 kwietnia 1961 w Gineikiai) – litewski magister i polityk. Poseł na Sejm Republiki Litewskiej.

## Życiorys
W 1980 uzyskał dyplom na Technical Vocational School No 35 (obecnie Centrum Kształcenia Zawodowego w zakresie technologii i biznesu) w Wilnie.
W latach 1981–1986 studiował agronomię na Uniwersytecie Litewskim (ob. Uniwersytet Aleksandrasa Stulginskisa). W 2010 uzyskał tytuł magistra prawa na Wydziale Prawa Uniwersytetu Wileńskiego.
W latach 1986–1988 był agronomem odpowiedzialnym za ochronę roślin w zakładzie Saulė, potem w Mikalavas. W 1992 został prezesem zarządu w firmie rolniczej w Mikalavas. Od 1998 do 2005 kierownik oddziału w Olicie w prywatnej firmie ochroniarskiej UAB Alga. 2013-2016 specjalista w Zarządzie Państwowego Funduszu Ubezpieczeń. W latach 2014–2016 asystent posła do Parlamentu Europejskiego Broniusa Ropė.
W 2016 przyjął propozycję kandydowania do Sejmu z ramienia Litewskiego Związku Rolników i Zielonych. W wyborach w 2016 uzyskał mandat posła na Sejm Republiki Litewskiej.